# 시라이시 마리나
시라이시 마리나(白石 茉莉奈, 1986년 8월 10일 ~ )는 일본의 AV 여배우, 가수이다. 도쿄도 출신. 밤비 프로모션 소속. 2013년 6월 SOD 크리에이트에서 데뷔하였다.